# Euproctis cryphia
Euproctis cryphia är en fjärilsart som beskrevs av Collenette 1960. Euproctis cryphia ingår i släktet Euproctis och familjen tofsspinnare. Inga underarter finns listade i Catalogue of Life.